# Amyris oblanceolata
Amyris oblanceolata är en vinruteväxtart som beskrevs av A. Pool. Amyris oblanceolata ingår i släktet Amyris och familjen vinruteväxter. Inga underarter finns listade i Catalogue of Life.